# Lucio Ampelio
Lucio Ampelio (Lucius Ampelius) fue un escritor romano.
Su obra más conocida es el Liber memorialis, opúsculo tal vez escrito al final del mandato de Marco Aurelio. El libro trata sobre diversas cuestiones, como mitología, geografía e historia. 
Se dice que Ampelio ejerció las funciones propias de magister officiorum, procónsul y praefectus urbi con Valentiniano I, y que intervino en la redacción de 13 leyes del Código Teodosiano.